# 大鴻臚
大鴻臚，中國古代官名，雅稱睡卿、客卿，秦代時稱典客，漢景帝中六年時改名大行令，至漢武帝太初元年時改名為大鴻臚，為掌理「蠻夷」事務，亦即外交事務的機構，下屬官有行人、譯官、別火三令丞。王莽一度將之改為典樂，魏晉南北朝時此單位有時設置有時廢除，至北魏時尚有此官，隋代以後廢除，改为鴻臚寺卿，但所職掌職務已有所不同，作为鸿胪寺主官的鸿胪寺卿，主要掌朝会仪节等。

## 大鴻臚列表[3]
- 田千秋
- 王恢

## 腳註
1. ↑  北宋·王得臣，《麈史》（卷3）：“七寺閒劇不同。大府為忙卿，司農為走卿，光祿為飽卿，鴻臚為睡卿。蓋忙卿所隸場務，走卿倉庾，飽卿祠祭數頒胙醴，睡卿掌四夷賓貢之事。”
2. ↑  南宋·洪邁，《容齋四筆》（卷15）：“唐人好以它名標榜官稱，今漫疏於此，以示子姪之未能盡知者。太尉為掌武，司徒為五教，司空為空土，侍中為大貂，散騎常侍為小貂，御史大夫為亞台、為亞相、為司憲，中丞為獨坐、為中憲，侍御史為端公、南牀、橫榻、雜端，又曰脆梨，殿中為副端，又曰開口椒，監察為合口椒，諫議為大坡、大諫，補閉今司諫。為中諫，又曰補袞，拾遺，今正言。為小諫，又曰遺公，給事郎為夕郎、夕拜，知制浩為三字，起居郎為左螭，舍人為右螭，又並為修注，吏部尚書為大天，禮部為大儀，兵部為大戎，刑部為大秋，工部為大起，吏部郎為小選、為省眼，考功、度支為振行，禮部為小儀、為南省舍人，今曰南宮，刑部為小秋，祠部為冰廳，比部為比盤，又曰昆腳、皆頭，屯田為田曹，水部為水曹，諸部郎通曰哀烏、依烏，太常卿為樂卿，少卿為少常、奉常，光祿為飽卿，鴻臚為客卿。”
3. ↑  含大行令